# Floreffe
Floreffe (valonă Florefe) este o comună francofonă din regiunea Valonia din Belgia. Comuna Floreffe este formată din localitățile Floreffe, Floriffoux, Franière și Soye. Suprafața sa totală este de 38,89 km². La 1 ianuarie 2008 comuna avea o populație totală de 7.567 locuitori. 

Localitatea Floreffe în cadrul comunei

Comuna Floreffe se învecinează cu comunele Jemeppe-sur-Sambre, Namur, Fosses-la-Ville și Profondeville.